# Фрута (Колорадо)
Фрута (англ. Fruita) — місто (англ. city) в США, в окрузі Меса штату Колорадо. Населення — 13 395 осіб (2020).

## Географія
Фрута розташована за координатами 39°9′6″ пн. ш. 108°43′25″ зх. д. / 39.15167° пн. ш. 108.72361° зх. д. (39.151540, -108.723740).  За даними Бюро перепису населення США в 2010 році місто мало площу 18,91 км², з яких 18,43 км² — суходіл та 0,48 км² — водойми. В 2017 році площа становила 20,23 км², з яких 19,74 км² — суходіл та 0,48 км² — водойми.

## Демографія
Згідно з переписом 2010 року, у місті мешкало 12 646 осіб у 4719 домогосподарствах у складі 3404 родин. Густота населення становила 669 осіб/км².  Було 5069 помешкань (268/км²).
Расовий склад населення:
| - 90,6 % — білих - 0,9 % — корінних американців - 0,7 % — азіатів - 0,5 % — чорних або афроамериканців - 0,2 % — вихідців з тихоокеанських островів - 4,6 % — осіб інших рас |

До двох чи більше рас належало 2,6 %. Частка іспаномовних становила 12,0 % від усіх жителів.
За віковим діапазоном населення розподілялося таким чином: 28,4 % — особи молодші 18 років, 57,8 % — особи у віці 18—64 років, 13,8 % — особи у віці 65 років та старші. Медіана віку мешканця становила 34,8 року. На 100 осіб жіночої статі у місті припадало 95,0 чоловіків;  на 100 жінок у віці від 18 років та старших — 91,5 чоловіків також старших 18 років.
Середній дохід на одне домашнє господарство  становив 65 552 долари США (медіана — 55 864), а середній дохід на одну сім'ю — 74 055 доларів (медіана — 63 607). Медіана доходів становила 52 500 доларів для чоловіків та 36 477 доларів для жінок. За межею бідності перебувало 13,8 % осіб, у тому числі 21,1 % дітей у віці до 18 років та 6,0 % осіб у віці 65 років та старших.
Цивільне працевлаштоване населення становило 5975 осіб. Основні галузі зайнятості: освіта, охорона здоров'я та соціальна допомога — 24,7 %, науковці, спеціалісти, менеджери — 13,7 %, роздрібна торгівля — 10,2 %, транспорт — 9,5 %.